# Демидово (Демидовское сельское поселение)
Деми́дово — село в Пестяковском районе Ивановской области. Административный центр Демидовского сельского поселения..

## География
Село находится в юго-восточной части Ивановской области, в зоне хвойно-широколиственных лесов, на расстоянии 17,5 км (21,5 км по автодорогам) км к юго-западу от посёлка городского типа Пестяки, административного центра района.

### Часовой пояс
Село Демидово, как и вся Ивановская область, находится в часовой зоне МСК (московское время). Смещение применяемого времени относительно UTC составляет +3:00.

## Население
| 2010 |
| ---- |
| 419  |

## Улицы
| - ул. Клубная, - ул. Комсомольская, - ул. Лесная, - ул. Парковая, - ул. Пионерская, | - ул. Почтовая, - ул. Советская, - ул. Стадионная, - ул. Техническая, - ул. Центральная. |

## Экономика
Торфоразработки Демидовского торфопредприятия.

## Инфраструктура
В селе функционируют дом культуры, больница, библиотека, стадион, пожарная часть, котельная.